# Falco (cognome)
Falco è un cognome della lingua italiana.

## Varianti
Falchi, Falqui, Falcoz, De Falco, Di Falco.

### Alteri e derivati
Falchetto, Falchetti, Falchetta, Falchini, Falcucci, Falcone, Falconi, Falcon, Falconio, Falchieri, Falconieri, Falconer, De Falco, Di Falco, Falce, Falcetti, Falchetta, Falchetti, Falchi, Falchieri, Falchini, Falci, Falcinelli, Falck, Falcone, Falconio, Falcoz, Falcucci, Falk, Falqui, Falke.

## Origine e diffusione
Il cognome e anche soprannome deriva da chi nel medioevo esercitava la professione di falconiere.

## Persone
- Giovanni Antonio Delli Falconi
- Giovanni Falcone
- Giovan Battista Falcone
- Raffaele Falcone